# Minicraft
Minicraft é um jogo de ação 2D de gráfico projetado e programado por Markus Persson, o criador do Minecraft, para o 22.º Ludum Dare, uma competição de programação de jogos de 48 horas.

## Jogabilidade
Semelhante ao Minecraft, o jogador percorre um mundo infinito e deve encontrar recursos, lutar contra inimigos e construir uma casa. O objetivo do jogo é matar o Air Wizard, o chefe do jogo. Também é declarado na descrição oficial, em linha com o tema, que "o objetivo do jogo é matar o único outro ser senciente no mundo, garantindo que você ficará sozinho para sempre". O jogo se passa em uma perspectiva de cima para baixo e, de acordo com Alec Meer do Rock, Paper, Shotgun, o jogo tem um toque de Zelda.

## Desenvolvimento
O Minicraft foi desenvolvido pelo criador do Minecraft, Markus Persson, em 48 horas como parte da 22.ª competição Ludum Dare, que exige que os desenvolvedores de jogos que entram no concurso criem um jogo em 48 horas com base em um tema que é lançado pouco antes do tempo começar. Para este Ludum Dare, o tema foi "Sozinho". Durante as 48 horas, Persson também transmitiu ao vivo sua codificação do jogo e fez entradas de blog no site Ludum Dare sobre os marcos significativos que alcançou. O Minicraft competiu com outros 891 jogos, com o julgamento baseado em nove categorias, algumas das quais incluem "inovação, diversão, gráficos, áudio, humor e clima". A votação para o melhor jogo foi determinada pela comunidade Ludum Dare e o período de votação terminou em 9 de janeiro de 2012.

### Sequência
Persson tuitou em 26 de dezembro de 2011 que estava trabalhando no Minicraft 2, mas planejava mudar o título provisório. Quando perguntado sobre qual tipo de direção o jogo tomaria, Persson respondeu: "ação roguelike com criação e terreno modificável". Em 1.º de janeiro de 2012, Persson anunciou via Twitter que o novo título para a sequência de Minicraft seria MiniTale. Ele também obteve os URLs ".com e .net" com o título para hospedar o jogo.

### Minicraft+
Persson lançou o código-fonte sob as regras do Ludum Dare, mas sem licença. Em vez disso, ele pediu que os jogadores que modificassem o jogo o chamassem de outro nome. Nas semanas seguintes, muitos mods foram lançados para o jogo, mas vendo que Persson havia se dedicado a outros projetos, o Minicraft+ nasceu. Minicraft+ é uma versão modificada do Minicraft que adiciona muitos mais recursos à versão original.